# Гейвард (Каліфорнія)
Гейвард (англ. Hayward) — місто (англ. city) в США, в окрузі Аламіда штату Каліфорнія. Населення — 162 954 особи (2020). Площа — 165,108 км².

## Історія
Місто було засноване мексиканцями 1841 року. Назву Гейвардс воно отримало 1860 року, 1910 року перейменовано у Гейвард. Місто було майже цілком зруйноване внаслідок землетрусу 1868, але в другій половині XIX століття стійко зростало, розвиваючись переважно за рахунок великих фруктових плантацій. Статус міста отримало 1876 року.
1919 року було відкрито міст, який з'єднав Гейвард з півостровом Сан-Франциско. До Другої світової війни в місті існувала достатньо крупна японська громада.
Основою економіки міста з початку XX століття і до 1980-х років були консервний та соляні заводи, нині закриті. Зараз в місті розташовані кондитерська та м'ясна фабрика, автобусний завод, завод з виробництва безалкогольних напоїв.

## Географія
Гейвард розташований за координатами 37°37′41″ пн. ш. 122°6′23″ зх. д. / 37.62806° пн. ш. 122.10639° зх. д. (37.628139, -122.106341).  За даними Бюро перепису населення США в 2010 році місто мало площу 165,11 км², з яких 117,39 км² — суходіл та 47,72 км² — водойми.

### Клімат
| Клімат : Гейвард                                                        | Клімат : Гейвард | Клімат : Гейвард | Клімат : Гейвард | Клімат : Гейвард | Клімат : Гейвард | Клімат : Гейвард | Клімат : Гейвард | Клімат : Гейвард | Клімат : Гейвард | Клімат : Гейвард | Клімат : Гейвард | Клімат : Гейвард | Клімат : Гейвард |
| Показник                                                                | Січ.             | Лют.             | Бер.             | Квіт.            | Трав.            | Черв.            | Лип.             | Серп.            | Вер.             | Жовт.            | Лист.            | Груд.            | Рік              |
| Абсолютний максимум, °C                                                 | 23,0             | 27,0             | 28,0             | 36,0             | 37,0             | 40,0             | 39,0             | 42,0             | 40,0             | 39,0             | 32,0             | 24,0             | 42,0             |
| Середній максимум, °C                                                   | 14,0             | 16,0             | 17,0             | 19,0             | 21,0             | 23,0             | 24,0             | 24,0             | 24,0             | 23,0             | 18,0             | 15,0             | 19,8             |
| Середній мінімум, °C                                                    | 6,0              | 6,0              | 7,0              | 8,0              | 9,0              | 11,0             | 12,0             | 13,0             | 13,0             | 11,0             | 7,0              | 5,0              | 9,0              |
| Абсолютний мінімум, °C                                                  | −3               | −3               | −2               | −1               | 2,0              | 5,0              | 7,0              | 6,0              | 5,0              | −1               | −1               | −8               | −8               |
| Середня кількість сонячних годин на місяць                              | 165,0            | 182,0            | 251,0            | 281,0            | 314,0            | 330,0            | 300,0            | 272,0            | 267,0            | 243,0            | 189,0            | 156,0            | 2950             |
| Норма опадів, мм                                                        | 132.1            | 121.9            | 108.5            | 43.7             | 18.0             | 3.8              | 1.5              | 2.8              | 9.1              | 39.4             | 93.7             | 97.5             | 672              |
| ----------------------------------------------------------------------- | ---------------- | ---------------- | ---------------- | ---------------- | ---------------- | ---------------- | ---------------- | ---------------- | ---------------- | ---------------- | ---------------- | ---------------- | ---------------- |
| Джерело: The Weather Channel, usclimatedata.com for Sunshine hours data |                  |                  |                  |                  |                  |                  |                  |                  |                  |                  |                  |                  |                  |

## Демографія
Згідно з переписом 2010 року, у місті мешкало 144 186 осіб у 45 365 домогосподарствах у складі 32 559 родин. Густота населення становила 873 особи/км².  Було 48296 помешкань (293/км²).
Расовий склад населення:
| - 34,2 % — білих - 22,0 % — азіатів - 11,9 % — чорних або афроамериканців - 3,1 % — вихідців з тихоокеанських островів - 1,0 % — корінних американців - 20,8 % — осіб інших рас |

До двох чи більше рас належало 7,1 %. Частка іспаномовних становила 40,7 % від усіх жителів.
За віковим діапазоном населення розподілялося таким чином: 24,5 % — особи молодші 18 років, 65,3 % — особи у віці 18—64 років, 10,2 % — особи у віці 65 років та старші. Медіана віку мешканця становила 33,5 року. На 100 осіб жіночої статі у місті припадало 97,4 чоловіків;  на 100 жінок у віці від 18 років та старших — 95,7 чоловіків також старших 18 років.
Середній дохід на одне домашнє господарство  становив 81 241 долар США (медіана — 65 096), а середній дохід на одну сім'ю — 88 482 долари (медіана — 70 951). Медіана доходів становила 44 806 доларів для чоловіків та 42 350 доларів для жінок. За межею бідності перебувало 13,4 % осіб, у тому числі 19,4 % дітей у віці до 18 років та 8,8 % осіб у віці 65 років та старших.
Цивільне працевлаштоване населення становило 73 435 осіб. Основні галузі зайнятості: освіта, охорона здоров'я та соціальна допомога — 20,0 %, науковці, спеціалісти, менеджери — 12,0 %, виробництво — 11,6 %.